# Anyone Who Had a Heart (album)
Anyone Who Had a Heart je druhé album americké zpěvačky Dionne Warwick, vydané roku 1964 ve vydavatelství Scepter Records. Producenty byl Burt Bacharach a Hal David.

## Historie
Album je pozoruhodné pro začlenění titulní písně Anyone Who Had a Heart která se stala první písní v desítce v Billboard Hot 100.

## Seznam skladeb
Strana A:
1. Anyone Who Had a Heart (Burt Bacharach/Hal David) 3:11
2. Shall I Tell Her (Doc Pomus/Mort Shuman) 2:33
3. Don't Make Me Over (Burt Bacharach/Hal David) 2:46
4. I Cry Alone (Burt Bacharach/Hal David) 2:37
5. Getting Ready For The Heartbreak (Lockie Edwards Jr./Larry Weiss) 2:30
6. Oh Lord, What Are You Doing to Me (Luther Dixon/Bert Keyes) 3:14

Strana B:
1. Any Old Time of Day (Burt Bacharach/Hal David) 3:08
2. Mr. Heartbreak (Barbara English/Al Cleveland) 2:33
3. Put Yourself in My Place (Reggie Obrecht/William Drain) 2:20
4. I Could Make You Mine (Burt Bacharach/Hal David) 2:25
5. This Empty Place (Burt Bacharach/Hal David) 2:55
6. Please Make Him Love Me (Burt Bacharach/Hal David) 2:33